# 2. slovenská fotbalová liga 2003/2004
V soubojích 11. ročníku 2. slovenské fotbalové ligy 2003/04 se utkalo 16 týmů dvoukolovým systémem podzim - jaro.
Nováčky soutěže se staly 1. FC Košice (sestup z 1. ligy) a čtyři vítězové regionálních skupin 3. ligy - FK Rapid Bratislava, FK Slovan Duslo Šaľa, FK REaMOS Kysucký Lieskovec a MFK Vranov nad Topľou. Před sezónou byl klub MFK Topvar Horná Nitra Topoľčany sloučen s Baníkem Prievidzou do HFK Prievidza. ŠK Petrochema Dubová se odhlásila před začátkem soutěže, její místo zaujal tým FC Družstevník Báč.
Vítězem a zároveň i jediným postupujícím se stal tým FC Rimavská Sobota. Do 3. ligy sestoupily poslední čtyři mužstva tabulky - 1. HFC Humenné, FK REaMOS Kysucký Lieskovec, FK Slovenský hodváb Senica a 1. FC Košice.

## Konečná tabulka
| Poř. | Tým                         | Z  | V  | R  | P  | VG | OG | B  |
| ---- | --------------------------- | -- | -- | -- | -- | -- | -- | -- |
| 1.   | FC Rimavská Sobota          | 30 | 16 | 11 | 3  | 52 | 21 | 59 |
| 2.   | FC Steel Trans Ličartovce   | 30 | 15 | 7  | 8  | 51 | 26 | 52 |
| 3.   | 1. FC Tatran Prešov         | 30 | 15 | 7  | 8  | 54 | 35 | 52 |
| 4.   | FC Nitra                    | 30 | 15 | 3  | 12 | 45 | 32 | 48 |
| 5.   | FO ŽP ŠPORT Podbrezová      | 30 | 12 | 12 | 6  | 33 | 22 | 48 |
| 6.   | HFK Prievidza               | 30 | 13 | 9  | 8  | 42 | 34 | 48 |
| 7.   | FK Slovan Duslo Šaľa        | 30 | 12 | 9  | 9  | 45 | 29 | 45 |
| 8.   | FK Koba Senec               | 30 | 13 | 6  | 11 | 39 | 37 | 45 |
| 9.   | FC Družstevník Báč          | 30 | 13 | 5  | 12 | 37 | 38 | 44 |
| 10.  | FK Rapid Bratislava         | 30 | 12 | 6  | 12 | 43 | 35 | 42 |
| 11.  | FK DAC 1904 Dunajská Streda | 30 | 11 | 6  | 13 | 36 | 44 | 39 |
| 12.  | MFK Vranov nad Topľou       | 30 | 10 | 8  | 12 | 32 | 43 | 38 |
| 13.  | 1. HFC Humenné              | 30 | 9  | 9  | 12 | 36 | 50 | 36 |
| 14.  | FK REaMOS Kysucký Lieskovec | 30 | 6  | 11 | 13 | 18 | 47 | 29 |
| 15.  | FK Slovenský hodváb Senica  | 30 | 3  | 8  | 19 | 23 | 54 | 17 |
| 16.  | 1. FC Košice                | 30 | 4  | 5  | 21 | 36 | 75 | 17 |

Poznámky
- Z = Odehrané zápasy; V = Vítězství; R = Remízy; P = Prohry; VG = Vstřelené góly; OG = Obdržené góly; B = Body

|  | postup do Corgoň ligy 2004/05         |
|  | sestup, přihlášení do nižších soutěží |
|  | sestup do 3. ligy 2004/05             |